# João do Canto e Castro
João do Canto e Castro Antunes da Silva Júnior, plus connu sous le nom de João do Canto e Castro ([ʒuɐũ du kɐtu i kaʃtɾu]) ou  Canto e Castro (Lisbonne, 19 mai 1862-Lisbonne, 14 mars 1934) est un officier de marine portugais, homme d'État et cinquième président de la République portugaise du 16 décembre 1918 au 5 octobre 1919.

## Biographie
En 1891, il épouse Mariana de Santo António Moreira Freire Torres Correia Manoel de Aboim (Lisbonne, 13 juin 1865- 18 janvier 1946), sœur du 1er vicomte de Idanha et la nièce du 1er vicomte de Vila Boim.
En 1892, il est nommé gouverneur général du Mozambique et est élu député en 1908.
Il devient ministre de la marine, nommé par Sidónio Pais, le 9 septembre 1918, et lui succède après son assassinat, le 14 décembre 1918.
Au cours de son mandat, il y a deux tentatives de révolution. La première, à Santarém, en décembre 1918, est menée par les républicains Francisco da Cunha Leal et Álvaro Xavier de Castro. La deuxième est monarchique et est perpétrée en janvier 1919 et organisée par Paiva Couceiro, qui, pour une fois réussit à contrôler la partie nord du pays dans ce qu'on a appelé la Monarchie du Nord. Bien que Canto e Castro soit un monarchiste, en tant que Président de la République, il doit lutter contre un mouvement qui défend ses propres idéaux.